# 三河松井氏

松井松平家の家紋 ＝ 蔦

三河松井氏（みかわまついし）は、三河国幡豆郡発祥の松井氏。はじめ今川氏や東条吉良氏に仕え、後には徳川家康の家臣となった松井忠次とその一族をさす。駿河国・遠江国の守護大名で戦国大名化した今川氏に早くから仕えた遠江松井氏（信薫や宗信に代表される）が代々遠州二俣城に居城したのに対し、三河松井氏は三河国幡豆郡吉良庄相場（饗庭）郷に居住し、天文期より吉良庄の領主東条家に仕えた。このうち松井忠次はこの吉良氏に姻戚関係を持った松平氏に帰属して東条松平氏の成立に寄与、その功績により徳川家康より松平称姓を許された。以後、忠次の系統が支族に至るまで松平を称し、松井松平家と呼ばれた。

## 発祥
『寛政重修諸家譜』などは初祖を松井忠直（通称金四郎、実名は忠信とも）とし、松平清康・広忠に歴仕して武功ありとするが、忠直は六条判官源為義の子松井冠者維義、その15代の裔孫・松井為維（惣左衛門）の子という。しかし、松井冠者維義を遠祖とする家伝は遠州系松井氏に同じく（維義17代の子孫・松井義行（山城守）の系）>、元は同族であったと考えられている。『系図纂要』では、六条判官為義朝臣十四男として、下に示すように維義に系を起こしている。
維義（松井冠者）━季義（蔵人）━為維（惣左衛門）━忠直（金四郎）━康親（周防守）……
また、静岡大学教授の小和田哲男によれば、遠州松井氏の惣領である松井宗能（山城守）の弟の系に掛けて初代・惣左衛門為維、2代・惣左衛門某、3代・金四郎忠直(?-1542)、4代・左近忠次としている。

## 沿革
永禄4年（1561年）に今川方東条吉良氏が徳川家康に降服後、松井忠次は家康に従った。この時より、今川家重臣の遠州二俣城主松井氏とは別の歩みを始めた。遠州松井氏が主家今川氏の没落に伴い零落していったのとは対照的に、三河の忠次とその一族は徳川軍の主力の一翼を担い、今川・武田・北条の戦国大名諸氏と戦い、忠次自身は天正11年（1583年）、伊豆国沼津の三枚橋城にて北条氏との対陣中に死去した。松井忠次は遠州諏訪原城（諏訪之原城、牧野城）攻落やその後の守備に功績甚大と評され、家康よりその偏諱と松平の名乗りを与えられて松平康親と改称した(ただし、康親への改名は後世の誤認の可能性を指摘する説もある)。
康親嫡子松平康重（周防守）は父の死後もその遺志を継ぎ、三枚橋城を守備した。その後も康重は功を重ね、北条氏降伏後の天正18年（1590年）、家康の関東移封に伴い、武蔵国私市藩2万石に封じられ、その後常陸笠間藩3万石に転じるなど徳川譜代大名になった。以後、この系統は転封を繰り返して、丹波国篠山藩・和泉国岸和田藩・石見国浜田藩など、幕末までに十余度も支配地が替わった。最後は第12代藩主・康英の時に武蔵川越藩（8万4千石）にて明治維新を迎えた。なお、代々周防守の官名を世襲し、松平周防守を名乗った。

## 傍系等
松平康親以前の同系の支族には、慶長6年の笠間藩（3万石）転封に伴い松平康重が東条松平家の後見から離れると、これに代わって武蔵忍藩在任中の東条松平家当主忠吉の家老として補佐役を勤め、慶長5年（1600年）忠吉の関ヶ原初陣に従軍した松井図書（忠勝）や、その子で忠吉の尾張清洲52万石栄転にも従った東条家家老松井石見守（忠通、忠光とも）の系統がある。この系統は主君忠吉の病死後となる慶長14年（1609年）、小笠原吉次（和泉守）改易事件に関連して改易追放されたが、召し返され尾張徳川家の祖徳川義直に仕えて名古屋藩藩士となった。
また、康親弟の松井光次の系統には家康麾下の牧野康成に付属され、のち越後長岡藩家老家となった流もある。
ほかに小身ではあるが徳川幕臣と、伊勢国鳥羽藩稲垣氏の家臣に松井冠者維義を遠祖とする松井氏がある。徳川幕臣の松井氏は御家人から広敷の添番を経て徳川綱吉の妾、清閑寺氏の用達に抜擢され、旗本（150俵）の列に加わり子孫は小十人に列することが多かった。鳥羽藩主・稲垣氏は、越後長岡藩主・牧野忠成の父である牧野康成が属臣であったという出自を持つためか、鳥羽藩永代家老・山本氏（300石）をはじめ長岡家臣と同族の者がこれに随従していることがある。忠吉の支流（越後長岡藩家老・松井氏の支流となるとみられる）で鳥羽藩士となった松井氏2家（いずれも60石）がある。

## 系譜
```
太線は実子、細線は養子の関係を表す。また、＊印表示の実名は養子を表す。
```

```
 
松井忠直

 ┣━━━━━━━┓

松平康親
　     
松井光次

 ┃ 

康重

 ┣━━━━━━┳━━━━━━┳━━━━━━┓

康政
          
康映
 　　   　
康命
　      　
康敬

 ┃      　　　┃            ┃            ┃

康朗
   　　　 
康官
          
康雄
          
康郷

 ┃            ┣━━┓      ┃            ┣━━━━┳━━━━┓

康寛
          
康員
＊
康房
    
康納
        ＊
康豊
　　　
康平
    
前田房長

 ┃            ├───┐    ┣━━━┓              ┃        ┣━━━┓

康晴
        ＊
康房
  ＊
康豊
  
康詮
  ＊
康年
          　
康般
　  
前田清長
 ＊
康定
   
 ｜                    ┃    ┣━━━┳━━━┓                ┃

康年
＊                
康福
  
康孝
    
康休
    
康道
             ＊
康保

                       ｜            ┃      ┣━━━┓            　　　　　　　　　            
                      
康定
          
康彊
  ＊
康任
    
康正
  
                       ├───┐    ┃      
                    ＊
康保
 ＊
康任
  
康英
(
長崎奉行
)                                    
                            ┣━━━┳━━━┓                  
                              
康寿
    
康爵
    
康圭

                                               ┃ 
                                              
康泰

                                               ｜
                                              
康英

                                               ┣━━━┓
                                              
康義
  ＊
康載
（
板倉勝観
）
```